# 라흐무
라흐무(라크무)는 아카드 신화의 신이었는데, 압주와 티아맛의 장남이었다. 그와 그의 누이 라하무는 안샤르와 키샤르의 부모였다. 라흐무는 때로 뱀으로 묘사되며, 수메르 시대의 라흐무는 진흙(muddy one)을 의미하였고, 그것은 에리두의 엔키 의 압주 사원의 문지기에 주어지는 타이틀이었다. 라흐무는 머리털이 많다는 뜻이다. 그와 라하무는 따로 기록된 경우가 없다. 문자학적으로, 라흐무는 페르시아만의 담수(압주)와 염수(티아맛)가 만나는 실트 섬으로 언급된다.